# كوري آدمسون
كوري آدمسون (بالإنجليزية: Corey Adamson)‏ هو لاعب كرة قاعدة أسترالي، ولد في 23 فبراير 1992 في Bullsbrook, Western Australia ‏ في أستراليا.

## وصلات خارجية
- كوري آدمسون على موقع دوري كرة القاعدة الرئيسي (الإنجليزية)
- كوري آدمسون على موقع دوري أستراليا لكرة القاعدة (الإنجليزية)
- كوري آدمسون على موقعبيزبول رفرنس.كوم (الدوري الثانوي) (الإنجليزية)
- كوري آدمسون على موقع مشجعي الرسوم البيانية (الإنجليزية)
- كوري آدمسون على موقع AustralianFootball.com (الإنجليزية)